# Halfterfähre

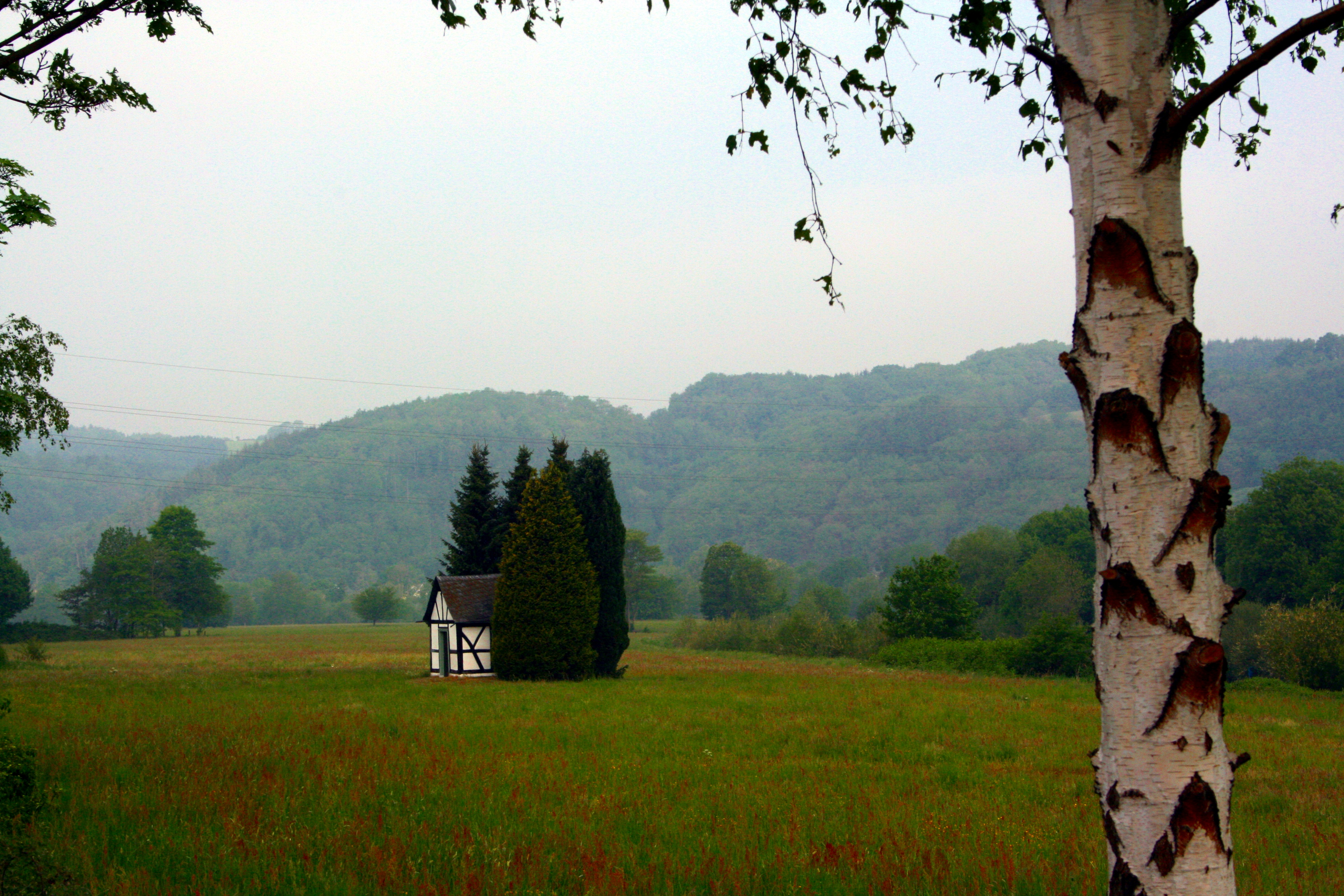
Das Heiligenhäuschen der Heiligen Apollonia an der Halfterfähre wurde schon 1729 erwähnt.

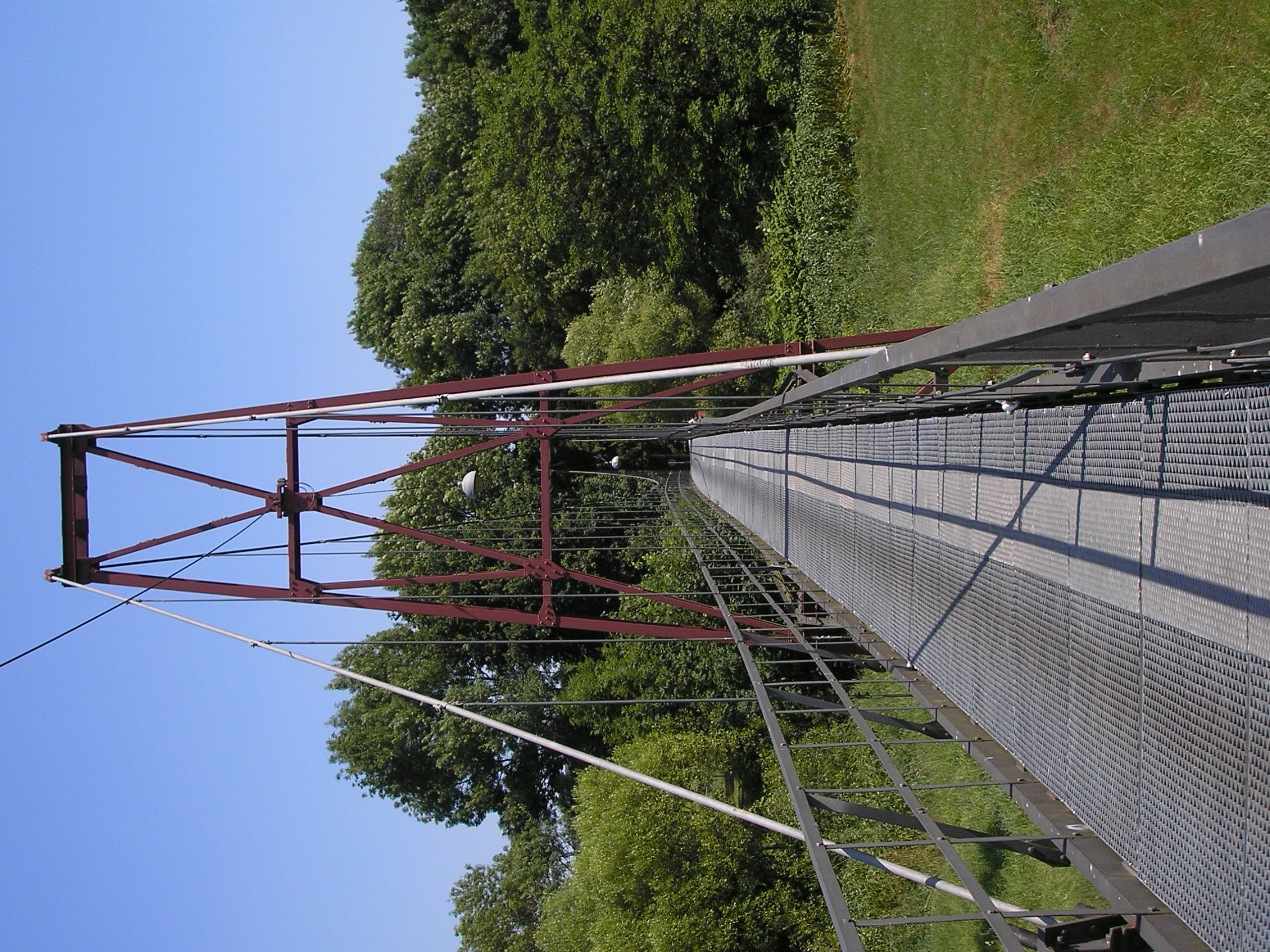
Hängesteg Halfterfähre

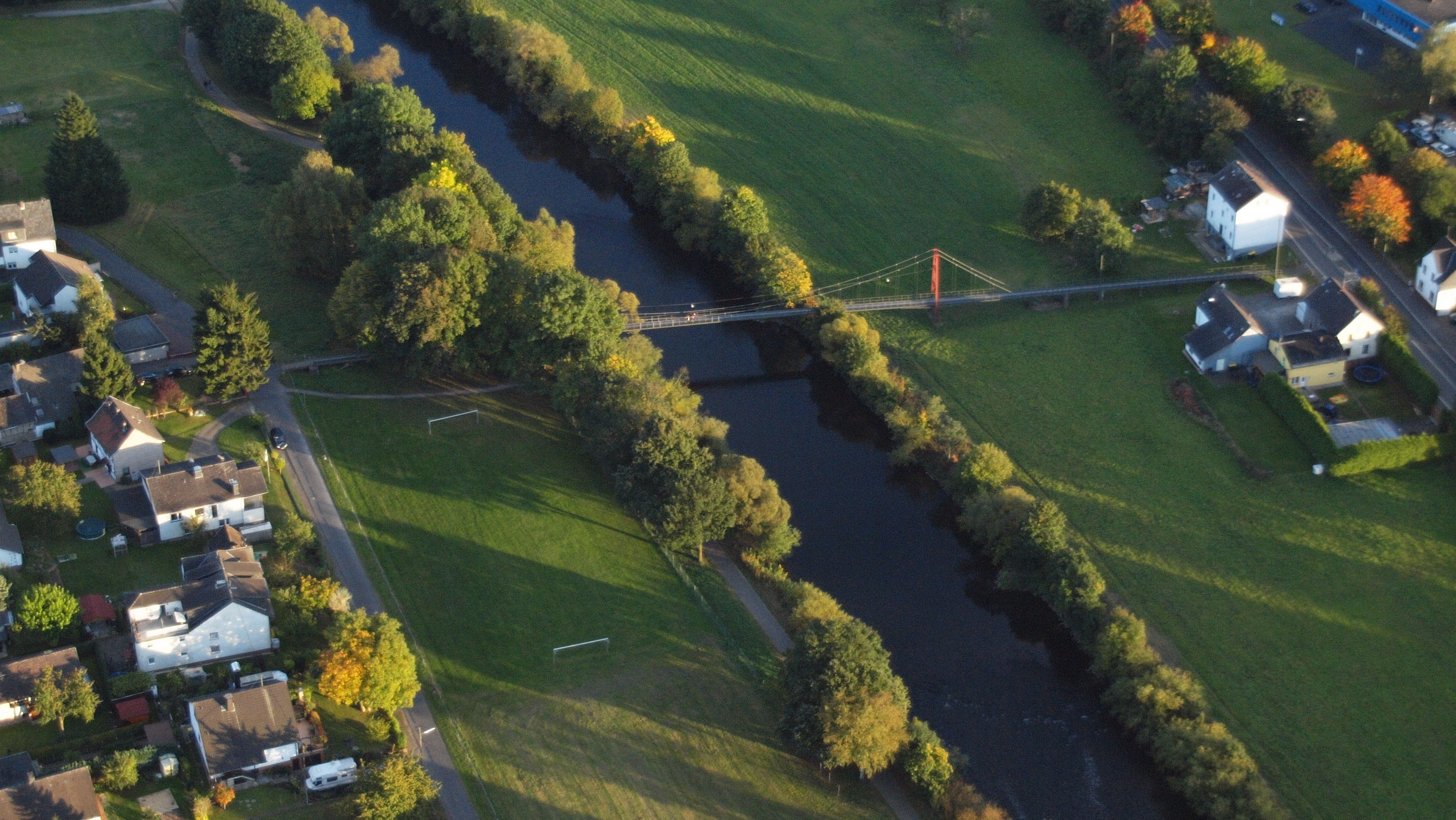
Eitorf-Alzenbach, Halfterfähre

Halfterfähre war ein Ortsteil der Gemeinde Eitorf und gehört heute zu Alzenbach. Namensgebend war ein früherer Fährbetrieb zur Ortschaft Halft am gegenüberliegenden Ufer. Heute verbindet ein Hängesteg beide Seiten.

## Lage
Halfterfähre liegt am südlichen, linken Ufer der Sieg.

## Einwohner
1885 hatte Halfterfähre ein Wohngebäude mit acht Einwohnern.
1925 waren hier neun Haushalte in vier Häusern verzeichnet.
1932 hatte hier die Krautfabrik Peter Ersfeld Telefonanschluss 92.